# Скворцово (Орловская область)
Скворцово — деревня в Хотынецком районе Орловской области. Входит в состав Хотимль-Кузмёнковского сельского поселения.

## География
Протекает возле деревни р. Вытебеть.

## История
Деревня упоминается в дозорной книге Карачевского уезда за 1614 год и входила в состав Хотимльского стана.

Демид Неустроев сын Строев принес государеву отказную грамоту за приписью дияка Гарасима Мартемьянова на отца своего поместье в Карачевском уезде в Хотимъском стану на речке на Вытебеди да (пус) Мошковны, Скворцово тож, тритцать чети, да за рекою за Вытебедом у Стоянца колодези дватцать чети, обоего пятдесят чети. Опричь того за собою помесьи не сказал. А поместные грамоты пропали в литовское разоренье.

## Население
| 2002 | 2010 |
| ---- | ---- |
| 162  | ↘154 |